# Ilex perado
Ilex perado is een groenblijvende struik uit de hulstfamilie (Aquifoliaceae). De soort komt voor in Macaronesië (de Canarische Eilanden, Madeira en de Azoren) en lokaal in Spanje en Portugal.
Ilex perado verschilt van de hulst (Ilex aquifolium) door zijn meestal ongestekelde bladeren. Het is een belangrijke component van het inheemse laurierbos of laurisilva.

## Naamgeving enetymologie
- Engels: Madeira Holly, Azorean Holly
- Spaans: Acebiño
- Portugees: Azevinho

De botanische naam Ilex is de Latijnse naam voor de steeneik (Quercus ilex), die gelijkvormige bladeren heeft.

## Kenmerken
Het is een groenblijvende struik of tot 5 m hoge boom. De stam is sterk vertakt en heeft een gladde, lichtgrijze schors. De bladeren zijn omgekeerd eivormig tot langwerpig ovaal, tot 10 cm lang, aan de bovenzijde glanzend donkergroen, leerachtig, gaafrandig en met een afgeronde top. De jonge bladeren zijn meestal wel voorzien van stekelvormige tanden.
De plant is tweehuizig; de vrouwelijke en mannelijke bloemen vormen zich op verschillende planten. De bloemen van beide geslachten zijn klein, wit of lichtroze en zitten met enkele bij elkaar in de oksels van de bladeren.
De vruchten zijn vlezige, tot 1 cm grote bolvormige bessen, die aanvankelijk groen en bij rijpheid felrood worden.
De plant bloeit van april tot mei.

## Habitat en verspreiding
De plant komt voor in Macaronesië (de Canarische Eilanden, Madeira en de eilanden van de Azoren), in Spanje en mogelijk ook in Portugal.
De boom komt voor op humusrijke bodems in subtropische bossen met een hoge relatieve luchtvochtigheid. Hij is kenmerkend voor en abundant in het Canarische en Madeira-laurierbos (laurisilva) en komt daar voor in het gezelschap van Laurus novocanariensis, Laurus azorica, Persea indica, Ocotea foetens en Apollonias barbujana.

## Taxonomie
Er zijn verscheidene ondersoorten die lokaal voorkomen:
- 'Ilex perado subsp. perado op Madeira
- Ilex perado subsp. platyphylla op Tenerife en La Gomera
- Ilex perado subsp. azorica op de eilanden van de Azoren behalve Graciosa.
- Ilex perado subsp. lopezlilloi in Garajonay National Park op La Gomera.
- Ilex perado subsp. iberica in de Sierras de Algeciras in Zuid-Spanje, mogelijk ook in Portugal.

## Toepassingen
Het hout wordt, omwille van zijn witte kleur, van oudsher gebruikt voor inlegwerk.
De takken met de rode bessen worden, net als die van hulst, gebruikt in kerstversiering.
... · 
I. aquifolium (Hulst) · 
I. canariensis · 
I. crenata (Japanse hulst) · 
I. paraguariensis (Matéplant) · 
I. perado · 
...